# Super Junior-Happy
I Super Junior-Happy (hangŭl: 슈퍼주니어-해피), conosciuti anche come SJ-Happy o Suju-Happy (hangŭl: 슈주-해피), sono un gruppo musicale sudcoreano, quarta unità ufficiale della boy band Super Junior. Il gruppo contiene sei membri originari dei Super Junior: Leeteuk (il leader), Yesung, Kang-in, Shindong, Sungmin e Eunhyuk.

## Storia
Al 2008, tutti i membri dei Super Junior facevano ormai parte di qualche sottogruppo dell'unità principale, ad eccezione di Kibum. I Super Junior-Happy sono composti dai precedenti membri dei Super Junior-T, con l'eccezione di Heechul che è stato rimpiazzato da Yesung. Il sottogruppo si è esibito per la prima volta in un debutto ufficioso il 3 maggio 2008 al Power Concert, sebbene i suoi membri non si fossero presentati come "Super Junior-Happy".
L'annuncio ufficiale della loro formazione è stato fatto, dall'etichetta discografica SM Entertainment, il 30 maggio 2008 sul sito web Newsen. Pochi giorni dopo, il 5 giugno, il sottogruppo ha pubblicato l'EP di debutto, Cooking? Cooking!, complementato dal video musicale del singolo che dà il nome al CD.
I Super Junior-Happy hanno ufficialmente debuttato dal vivo il 7 giugno 2008, cantando il loro primo singolo Cooking? Cooking! al 2008 Dream Concert. Appena il giorno prima, il sottogruppo aveva organizzato il primo incontro per autografi con i suoi fan, per celebrare il successo delle vendite dell'EP di debutto. La mattina del 6 giugno, sono stati registrati migliaia di fan che avevano pagato il biglietto per l'incontro, creando perfino problemi di traffico. Durante la prima settimana dalla pubblicazione, l'EP ha venduto circa 10 000 copie, raggiungendo le 27.122 per la fine di agosto. L'Associazione dell'Industria Musicale della Corea ha classificato l'album in quinta posizione, nella classifica di vendite mensile.
Il 3 agosto 2008, i Super Junior-Happy hanno cantato nel programma Popular Songs della SBS il loro secondo singolo, Pajama Party, che sarebbe stato poi pubblicato insieme ad un video musicale il giorno successivo. Le attività promozionali del secondo singolo sono durate un mese, mentre quelle per l'EP nella sua totalità si sono concluse ufficialmente il 7 settembre 2008.

## Stile musicale
Lo stile musicale dei Super Junior-Happy altro non è che un'unione dei sottogeneri più popolari del pop contemporaneo, con particolare evidenza di dance e bubblegum pop. Le pubblicazioni del gruppo sono destinate principalmente ad un pubblico giovanissimo, di adolescenti e pre-adolescenti, grazie ad uno stile divertente e spensierato. Il singolo di debutto degli SJ-Happy, Cooking? Cooking!, è un pezzo dance dal ritmo fresco e dal testo eccentrico.

## Discografia

### EP
- 2008 – Cooking? Cooking!

## Filmografia

### Programmi televisivi
- Idol Show (stagione 1), della MBCEvery1 (come conduttori insieme a Go Young Wook dei Roo'ra e Kim Sang Hyuk dei Click-B)